# Balsa de Ves
Balsa de Ves ist ein Ort und eine Gemeinde (municipio) mit 124 Einwohnern (Stand: 2024) im Osten der Provinz Albacete in der Autonomen Region Kastilien-La Mancha im Südosten Spaniens. Sie ist Teil der Comarca La Manchuela. Neben dem Hauptort Balsa de Ves gehören die Weiler Arrabal de Cantoblanco, Cantoblanco, La Pared und El Viso zur Gemeinde.

## Lage und Klima
Balsa de Ves liegt etwa 80 Kilometer (Fahrtstrecke) ostnordöstlich der Provinzhauptstadt Albacete in einer Höhe von ca. 740 m. Im Süden begrenzt der Río Júcar die Gemeinde, im Norden der Río Cabriel. Das Klima im Winter ist gemäßigt, im Sommer dagegen warm bis heiß; die eher geringen Niederschlagsmengen (ca. 444 mm/Jahr) fallen – mit Ausnahme der nahezu regenlosen Sommermonate – verteilt übers ganze Jahr.

## Bevölkerungsentwicklung
| Jahr      | 1970 | 1981 | 1991 | 2001 | 2011 | 2021 |
| Einwohner | 551  | 374  | 273  | 204  | 182  | 130  |

## Sehenswürdigkeiten
- Peterskirche (Iglesia de San Pedro Apóstol)
- Kirche von La Pared

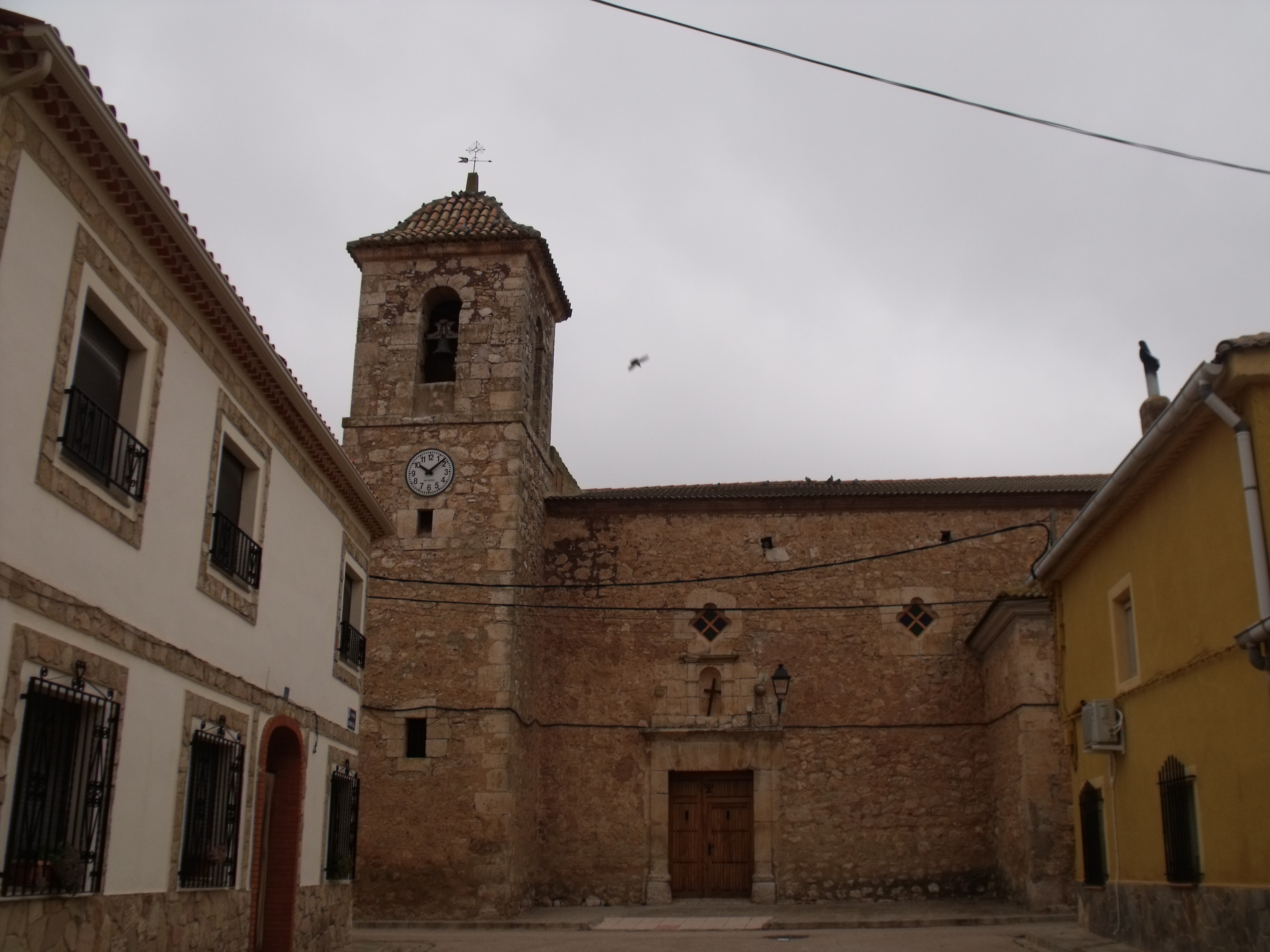
Peterskirche
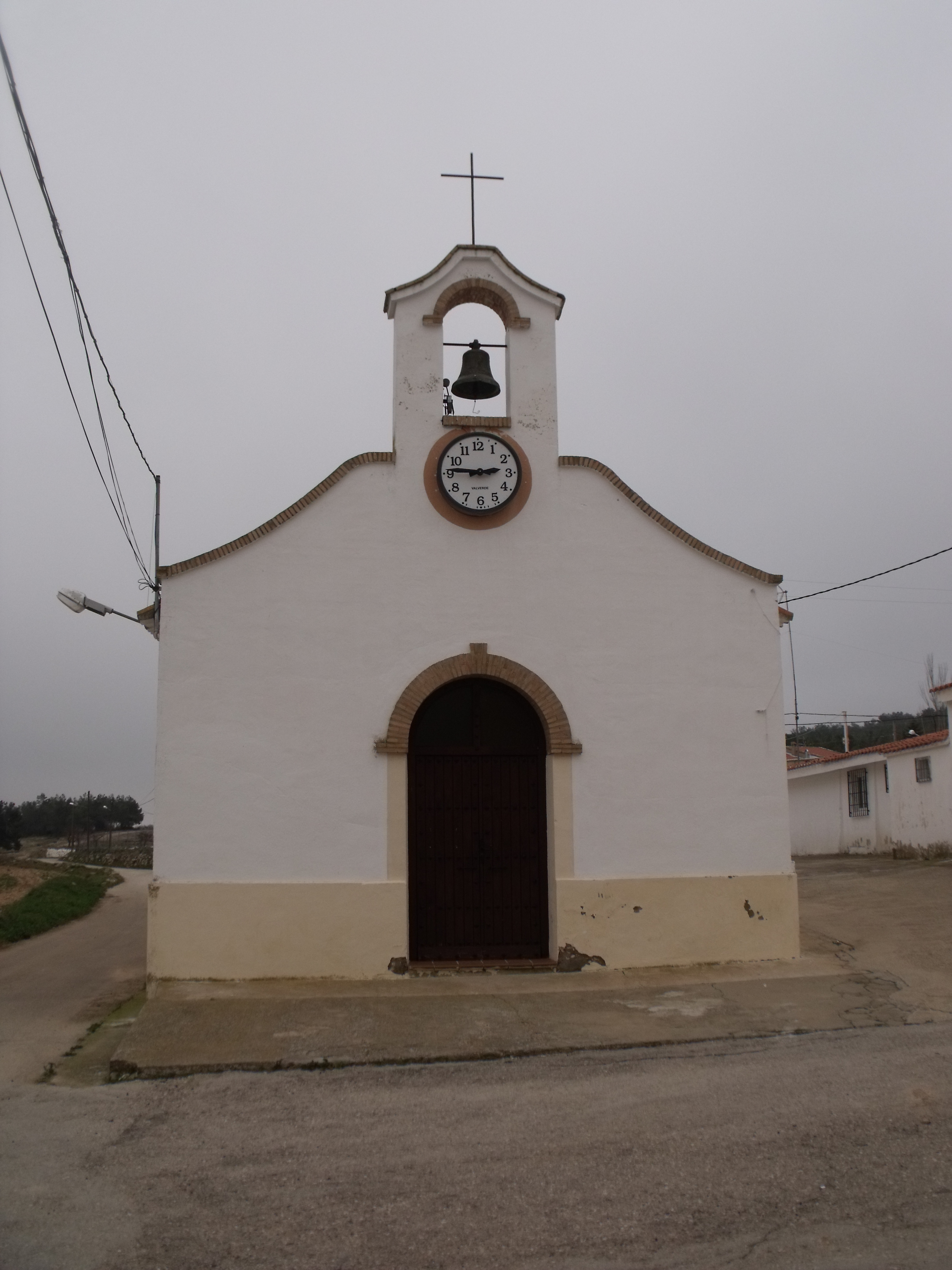
Kirche von La Pared
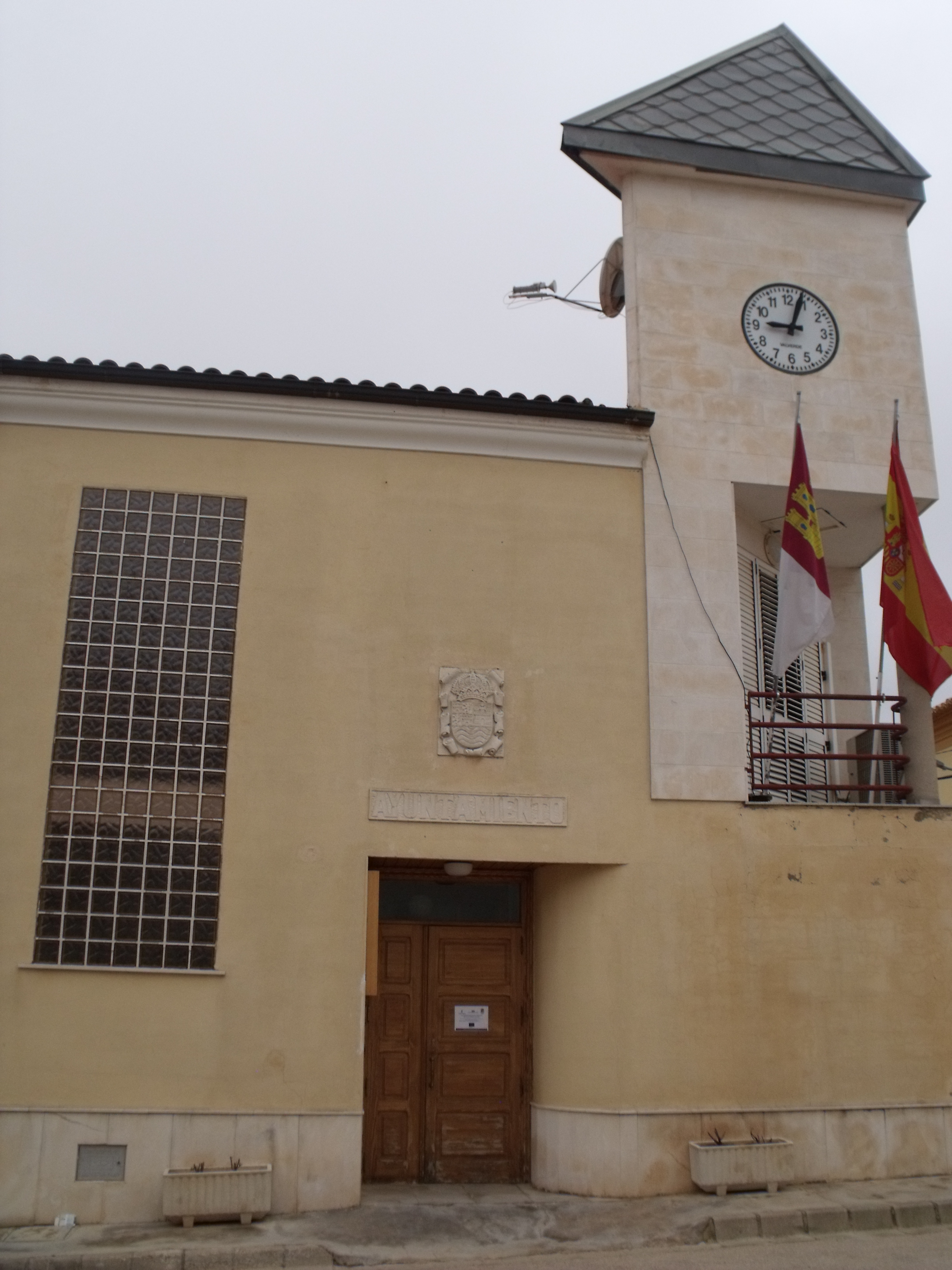
Rathaus